# Bombardování nemocnice v Mariupolu
Bombardování nemocnice v Mariupolu byl letecký útok v rámci ruské invaze na Ukrajinu, při němž ruská armáda bombardováním 9. března 2022 zcela zničila dětskou nemocnici a porodnici ve městě Mariupol v Doněcké oblasti. Útok si vyžádal čtyři oběti na životech a 16 zraněných.

## Pozadí
V únoru 2022 zahájila Ruská federace invazi na Ukrajinu, při níž na počátku března 2022 došlo k obléhání Mariupolu, který byl stále pod kontrolou ukrajinské armády. Ruská armáda město za účelem jeho dobytí bombardovala dlouhodobě.

## Oběti
Mezi čtyřmi oběti na životech, které si útok vyžádal, bylo i jedno dítě. Zranění pak při útoku utrpělo několik těhotných žen.

## Reakce
Mariupolský starosta jednání Ruska označil za genocidu. Ukrajinský prezident Volodymyr Zelenskyj čin označil na válečný zločin. Podobně se vyjádřil rovněž například britský premiér Boris Johnson či český premiér Petr Fiala. Generál Jiří Šedivý uvedl, že útok byl ze strany Ruské federace cíleným teroristickým činem. Ruská federace uvedla, že budova již jako porodnice využívána nebyla a využívala ji ukrajinská armáda, což bylo nedlouho poté vyvráceno jako lež.